# Suphanat Mueanta
Suphanat Mueanta (Thai ศุภณัฏฐ์ เหมือนตา * 2. August 2002 in der Sisaket), auch als Bank bekannt, ist ein thailändischer Fußballspieler.

## Karriere

### Verein
Suphanat Mueanta wurde am 2. August 2002 in der Provinz Si Sa Ket in der Nordostregion Thailands, dem Isan, geboren. Bereits in jüngster Kindheit spielte er unter anderem an der Seite seines älteren Bruders Supachok Sarachat, der, im Gegensatz zu Suphanat Mueanta, der den Namen seines Vaters angenommen hatte, den Familiennamen der Mutter trägt. Nachdem der ältere der beiden im Nachwuchsbereich des thailändischen Erstligisten Buriram United aufgenommen worden war, folgte ihm einige Zeit später auch der jüngere Suphanat Mueanta in die Jugendmannschaften des Klubs. Im Jahre 2015 war der damals 13-Jährige einer der thailändischen Favoriten für die Teilnahme am internationalen Coca-Cola-Fußballturnier 2015, an dem er in weiterer Folge auch wirklich zum Einsatz kam. Bereits davor war er bei diversen Freundschaftsspielen und Turnieren zum besten Stürmer am Feld gewählt worden.
Rasch schaffte er den Sprung in den Profikader, dem er offiziell ab dem Spieljahr 2018 angehörte, aber bereits im Jahr davor zu Freundschaftsspieleinsätzen gekommen war. Bei Buriram United, für die er weiterhin im Nachwuchs aktiv war und auch der zweiten Herrenauswahl des Vereins, Buriram United U-23, angehörte, gab er daraufhin am 10. April 2018 sein Profidebüt. Bereits davor war er im Spieljahr 2018 in zwei Ligaspielen sowie zwei Gruppenspielen der AFC Champions League 2018 uneingesetzt auf der Ersatzbank gesessen. Bei seinem Profidebüt kam er beim 2:1-Heimsieg über den Nakhon Ratchasima FC in der dritten Minute der Nachspielzeit für seinen älteren Bruder Supachok Sarachat auf den Rasen und war mit 15 Jahren, acht Monaten und 22 Tagen der jüngste Spieler in der Geschichte der Thai League. Danach saß er wieder vermehrt uneingesetzt auf der Ersatzbank des thailändischen Erstligisten, ehe er im Mai wieder zu zwei Einsätzen kam.
Beim zweiten dieser beiden Einsätzen, einem 5:0-Heimsieg über den Underdog und Tabellenletzten Air Force United, zeigte der junge Stürmer von seiner Torgefährlichkeit und Offensivstärke, als er zur Halbzeit im Tausch für Routinier Ekkaluck Thonghkit auf das Spielfeld geschickt wurde. Bereits in der Frühphase der zweiten Halbzeit hatte Suphanat Mueanta diverse Torchancen und konnte in der 65. Spielminute nach Vorlage von Diogo seinen ersten Pflichtspieltreffer als Profi von Buriram United verzeichnen. Zu diesem Zeitpunkt war er gerade 15 Jahre, neun Monate und 24 Tage alt, was ihn zum jüngsten Torschützen in der Geschichte der Thai League machte. Auch danach hatte der junge Offensivakteur im Spiel immer wieder Torchancen, von denen er in der 84. Minute eine weitere zu einem Torerfolg umwandelte, als er nach abermaliger Vorlage von Diogo per Kopf zum 5:0-Endstand traf.
Im weiteren Verlauf des Jahres 2018 kam er immer wieder zu meist nur wenige Minuten dauernde Kurzeinsätze in der Liga, aber auch zu etwas längeren Einsätzen im thailändischen Pokal oder im Ligapokal. In der Meisterschaft ist er mit seinem Team aktuell (Stand: 21. September 2018) vier Runden vor Saisonende Titelfavorit, im Pokal steht die Mannschaft aktuell (Stand: 21. September 2018) im Halbfinale und im Ligapokal schied sie am 19. September mit 1:2 gegen Bangkok Glass aus.
Anfang September 2023 wurde er für den Rest der Saison 2023/24 an den belgischen Erstdivisionär Oud-Heverlee Löwen ausgeliehen. Dort schoss er in seinem fünften Ligaeinsatz am 26. Dezember 2023 beim 3:0-Heimsieg über die KAS Eupen seinen ersten Pflichtspieltreffer. Bis zum Saisonende stand er in 14 Ligapartien auf dem Feld und sein Leihvertrag wurde um eine weitere Spielzeit verlängert. Doch schon am 31. Oktober 2024 wurde seine Leihe nach drei weiteren Pflichtspielen vorzeitig beendet und Mueanta kehrte nach Thailand zu Buriram United zurück. Hier war er allerdings noch bis zum Jahresende in der Thai League nicht spielberechtigt. Am Ende der Saison 2024/25 feierte er ein weiteres Mal mit Buriram die Meisterschaft.

### Nationalmannschaft
Auf Nachwuchsebene tritt Suphanat Mueanta nachweislich seit 2017 für die diversen Nationalmannschaften der Football Association of Thailand in Erscheinung. Im März vertrat er die thailändische U-16-Auswahl beim vom japanischen Außenministerium geförderten JENESYS Japan-ASEAN U-16-Nachwuchsfußballturniers. Mit seinem Heimatland gewann Suphanat überlegen die Gruppe C und zeigte sie bei einem 8:0-Kantersieg über die Alterskollegen aus Singapur mit vier Treffern als äußerst torgefährlich. Im nachfolgenden Semifinale schied Thailand erst im Elfmeterschießen knapp gegen Vietnam aus und unterlag im Spiel um Platz 3, in dem er ein weiteres Tor erzielte, mit 3:5 gegen den Gastgeber Japan. Im Juli 2017 nahm er mit der thailändischen U-16-Auswahl an der AFF U-16-Meisterschaft 2017, die in diesem Jahr erstmals als U-15-Meisterschaft ausgetragen wurde, im eigenen Land teil. Bereits im ersten Gruppenspiel gegen Australien steuerte Suphanat einen Treffer bei. Vor allem der Leistung des jungen Offensivakteurs war es zu verdanken, dass Thailand diese Gruppe gewann. Er selbst erzielte weitere drei Tore in den nachfolgenden vier Gruppenspielen, wobei diese allesamt spielentscheidende Treffer waren und zu einem 1:0-Sieg über Indonesien, einem 2:1-Erfolg über Laos und einem 1:0-Sieg über Myanmar führte. Einzig beim 2:0-Sieg der Thailänder über Singapur kam Suphanat nicht zum Torerfolg. Das nachfolgende Halbfinalspiel gegen Malaysia noch mit 1:0 gewonnen, unterlag das Team im Elfmeterschießen des Finales gegen Vietnam mit 2:4. Mit vier Treffern war Suphanat zusammen mit Chony Wenpaserth aus Laos und hinter Sieng Chanthea aus Kambodscha, der fünf Tore erzielte, zweitbester Torschütze des Turniers.
Als Teil der thailändischen U-19-Auswahl nahm er unter anderem im Juli 2018 an der AFF U-19-Meisterschaft 2017 in Indonesien teil. Mit seinem Heimatland setzte er sich in der Gruppenphase gegen die Konkurrenz durch und stieg als Erstplatzierter der Gruppe A in die darauffolgenden K.o.-Phase und das damit verbundene Semifinale ein. In diesem unterlag die Mannschaft mit 1:2 gegen den Gastgeber Indonesien. Im September und Oktober 2018 war er Teil des 23-köpfigen thailändischen Spieleraufgebots, das an der U-16-Fußball-Asienmeisterschaft 2018 in Malaysia teilnahm und dort bereits in der Gruppenphase ausschied.
Am 5. Juni 2019 debütierte Mueanta dann auch für die thailändische A-Nationalmannschaft, als er bei einem Testspiel gegen Vietnam (0:1) in der 85. Minute für Supachai Chaided eingewechselt wurde. Im Herbst 2024 nahm er mit der Mannschaft am King’s Cup 2024 teil. Im Endspiel am 14. Oktober 2024 im Tinsulanon Stadium in Songkhla besiegte man das Team aus Syrien mit 2:1. Bisher erzielte der Stürmer in 24 Länderspielen elf Treffer für die Auswahl.

## Erfolge

### Verein
Buriram United
- Thailändischer Meister: 2018, 2021/22, 2022/23, 2024/25
- Thailändischer Superpokalsieger: 2019
- Thailändischer Pokalsieger: 2021/22, 2022/23
- Thailändischer Ligapokalsieger: 2021/22, 2022/23

#### Nationalmannschaft
Thailand
- King’s Cup: 2024

## Sonstiges
Suphanat Mueanta ist der jüngere Bruder von Supachok Sarachat (* 1998), der bei Hokkaido Consadole Sapporo in der japanischen J1 League spielt. Sein jüngerer Bruder Chotika Mueanta (* 2026) ist in der Jugend von Buriram United aktiv.